# Clotilda (navio negreiro)
O navio-escuna Clotilda (muitas vezes grafado incorretamente como Clotilde) foi o último navio negreiro americano conhecido a transportar pessoas africanas para os Estados Unidos. Ele chegou a Baía de Mobile no outono de 1859 ou em 9 de julho de 1860, com 110 homens, mulheres e crianças africanas a bordo. O navio era uma escuna de dois mastros, com 26 metros de comprimento e 7 metros de largura.
O envolvimento dos Estados Unidos no comércio atlântico de escravizados foi proibido pelo Congresso por meio da Lei de Proibição da Importação de Escravizados, promulgada em 2 de março de 1807, e que entrou em vigor em 1º de janeiro de 1808. No entanto, a prática continuou ilegalmente. No caso do Clotilda, os responsáveis pela viagem estavam baseados no sul dos Estados Unidos e planejaram comprar africanos em Whydah, Dahomey. Após a viagem, o navio foi queimado e afundado na Baía de Mobile, em uma tentativa de destruir as evidências.
Após a Guerra Civil, Cudjo Lewis [en] e outros 31 ex-escravizados fundaram Africatown no lado norte de Mobile, Alabama. A eles se juntaram outros africanos e formaram uma comunidade que continuou a praticar muitas de suas tradições da África Ocidental e a falar o idioma iorubá por décadas.
Cudjo Lewis, um porta-voz da comunidade, viveu até 1935 e foi um dos últimos sobreviventes do Clotilda. Redoshi [en], outra prisioneira do Clotilda, foi vendida a um fazendeiro no condado de Dallas, Alabama, onde também foi conhecida como Sally Smith. Ela se casou, teve uma filha e viveu até 1937 em Bogue Chitto. Durante muito tempo, acreditou-se que ela fosse a última sobrevivente do Clotilda. No entanto, uma pesquisa publicada em 2020 indicou que Matilda McCrear [en], outra sobrevivente, viveu até 1940.
Cerca de 100 descendentes das pessoas escravizadas transportadas pelo Clotilda ainda vivem em Africatown, e outros estão espalhados por todo o país. Após a Segunda Guerra Mundial, o bairro foi incorporado à cidade de Mobile. Um busto em memória de Lewis foi colocado em frente à histórica Igreja Batista Missionária da União. O distrito histórico de Africatown foi incluído no Registro Nacional de Lugares Históricos em 2012. Em maio de 2019, a Comissão Histórica do Alabama anunciou que os restos de um navio encontrados ao longo do rio Mobile, perto da Ilha 12 Mile e ao norte do delta da Baía de Mobile, foram confirmados como sendo o Clotilda. O local do naufrágio foi incluído no Registro Nacional de Locais Históricos em 2021.

## Histórico
O capitão William Foster era o comandante da escuna Clotilda, trabalhando para Timothy Meaher [en], um rico proprietário de estaleiro e capitão de barco a vapor de Mobile. Em 1855 ou 1856, Meaher construiu a Clotilda, uma escuna de dois mastros, com 26 metros de comprimento, 7 metros de largura e casco revestido de cobre [en], projetada originalmente para o comércio de madeira.
No entanto, a escuna foi reformada para atuar como um navio negreiro, com a instalação de um convés falso. Foster obteve documentos falsificados, alegando que estava transportando madeira. A bússola do navio foi manipulada por 9.000 dólares em ouro, que continham impurezas de metal magnético, o que desviou a embarcação de seu curso original. Um furacão na costa das Bermudas danificou o navio. Durante os reparos, a tripulação de 11 pessoas, que desconhecia o verdadeiro propósito da missão, descobriu o convés oculto. Para evitar que a tripulação alertasse as autoridades, Foster prometeu pagar-lhes o dobro do salário, mas acabou não cumprindo a promessa.
Meaher soubera que as tribos da África Ocidental estavam em guerra e que o rei de Daomé (atual Benim) estava disposto a vender prisioneiros inimigos como escravizados. As forças de Daomé estavam invadindo comunidades no interior, capturando prisioneiros e levando-os para o mercado de escravos em Ouidah. Acredita-se que Meaher tenha apostado com outro rico empresário de Nova Orleans que conseguiria contrabandear africanos para os Estados Unidos, desafiando a Lei de Proibição da Importação de Escravos [en] de 1807, que já proibia a importação de escravizados.
A Clotilda partiu de Mobile em 4 de março de 1860, com uma tripulação de 12 pessoas, incluindo Foster. O navio chegou a Whydah em 15 de maio de 1860, onde foi preparado para transportar africanos, utilizando materiais que haviam sido originalmente transportados para comércio. Foster se ofereceu para comprar 125 africanos em Whydah, pagando 100 dólares cada. A maioria dos africanos era da tribo Tarkbar, que, segundo relatos da época, teria sido capturada em um ataque próximo a Tamale, na atual Gana. No entanto, pesquisas realizadas no século XXI indicam que esses africanos eram, na verdade, do povo Takpa, ou Tapa, um nome iorubá para o povo vizinho Nupe, originário da região que corresponde ao norte da atual Nigéria.
Em seu diário, Foster descreveu a experiência em 1860, dizendo: “Depois de tratar de assuntos agradáveis com o príncipe, fomos ao armazém onde havia quatro mil cativos em estado de nudez, dos quais me deram a liberdade de escolher cento e vinte e cinco como meus, oferecendo-se para marcá-los para mim, o que eu proibi imediatamente; comecei a embarcar os negros, conseguindo garantir cento e dez a bordo”.
Enquanto os cativos estavam sendo carregados a bordo, Foster avistou dois navios a vapor ao largo do porto e, temendo ser capturado, ordenou que a tripulação partisse imediatamente, apesar de apenas 110 africanos terem sido colocados a bordo, deixando para trás os últimos 15. Durante a travessia do oceano, o navio avistou um navio de guerra, mas conseguiu escapar ao ser surpreendido por uma tempestade, ultrapassando o navio e chegando ao farol de Abaco, nas Bahamas, em 30 de junho. Ao se aproximarem dos Estados Unidos, disfarçaram a escuna retirando as “velas quadradas e o mastro de proa”, na tentativa de se passar por um “navio de cabotagem” que transportava africanos no comércio doméstico costeiro.
O diário de Foster registrou que ele ancorou o Clotilda em 9 de julho ao largo de Point of Pines, em Grand Bay, Mississippi (provavelmente referindo-se a Point Aux Pins, em Grand Bay, Alabama, próximo à fronteira com o Mississippi). Ele viajou por terra a cavalo e de charrete até Mobile para se encontrar com Meaher. Com receio de acusações criminais, o capitão Foster trouxe a escuna para o porto de Mobile à noite, rebocando-a pelo rio Spanish [en] até o rio Alabama, em Twelve Mile Island. Ali, ele transferiu os cativos para um barco a vapor fluvial e, posteriormente, queimou a escuna “até a beira da água” antes de afundá-la. Ele pagou a tripulação e disse a eles para retornarem ao norte.
Os cativos africanos foram distribuídos principalmente entre os financiadores do empreendimento do Clotilda, sendo que Timothy Meaher manteve 30 deles em sua propriedade ao norte de Mobile, incluindo Cudjo (também conhecido como Cudjoe) Lewis, que ficou conhecido como Kossoula ou Kazoola. Apesar da hierarquia racial do Sul Profundo, os africanos do Clotilda não podiam ser legalmente registrados como escravizados, pois foram contrabandeados; no entanto, eram tratados como bens móveis. Alguns dos cativos foram vendidos para lugares mais distantes, como Redoshi (mais tarde conhecida como Sally Smith) e um homem posteriormente conhecido como William ou Billy, com quem ela foi forçada a se casar a bordo do navio. Eles foram vendidos para Washington Smith, um fazendeiro do condado de Dallas, Alabama.
Em 1861, o governo federal processou Meaher e Foster por contrabando de escravizados, mas o caso foi arquivado devido à falta de provas sobre o navio ou seu manifesto, possivelmente agravada pela eclosão da Guerra Civil.
Como o capitão Foster relatou ter queimado e afundado o Clotilda no delta ao norte da Baía de Mobile, buscas arqueológicas continuaram no século XXI para localizar o naufrágio. Vários destroços visíveis foram chamados de "navio negreiro" pelos habitantes locais. Os destroços do Clotilda foram supostamente encontrados em 2018, mas a Comissão Histórica do Alabama descartou a descoberta devido às "grandes diferenças entre os dois navios" e à aparente ausência de danos causados por incêndio. Em maio de 2019, a Comissão Histórica do Alabama anunciou que o naufrágio havia sido finalmente encontrado pelo pesquisador Ben Raines, cujas “evidências físicas e forenses sugerem poderosamente que este é o Clotilda”.

### Africatown
Os africanos trazidos pelo Clotilda foram efetivamente emancipados no final da Guerra Civil. Assim como muitos ex-escravizados, Redoshi e William ficaram com sua filha na plantação em Bogue Chitto e continuaram a trabalhar lá.
Muitos dos ex-escravizados de Meaher retornaram a Magazine Point e às terras de sua propriedade no delta dos rios Mobile e Tensaw [en], ao norte de Mobile, na margem oeste do rio Mobile. Eles fundaram a comunidade totalmente negra de Africatown e atraíram outros africanos de diferentes etnias para se juntar a essa comunidade independente. Baseados principalmente nos costumes do povo Takpa/Tapa (Nupe), adotaram regras comunitárias e escolheram seus próprios líderes. Alguns mantiveram o uso do idioma iorubá e das tradições culturais até a década de 1950.
As crianças nascidas na comunidade começaram a aprender inglês, inicialmente na igreja e, posteriormente, nas escolas fundadas no final do século XIX. Cudjo Lewis, que viveu até 1935, foi por muito tempo considerado o último sobrevivente do Clotilda. Em 2019, um novo estudo revelou que Redoshi (Sally Smith) viveu até 1937 em Bogue Chitto, sendo então considerada a última sobrevivente. Porém, em 2020, foi anunciado que Matilda McCrear havia vivido até 1940, quando faleceu em Selma, Alabama.
A comunidade de Africatown cresceu para cerca de 12.000 pessoas à medida que novos setores atraíam trabalhadores para a região do rio, incluindo fábricas de papel construídas após a Segunda Guerra Mundial. No entanto, com o fechamento de indústrias e a perda de empregos, a população diminuiu para cerca de 2.000 pessoas no início do século XXI. No período pós-guerra, a área foi absorvida principalmente como um bairro de Mobile, com parte de sua extensão na cidade vizinha de Prichard. Em 2012, o Distrito Histórico de Africatown foi reconhecido e listado no Registro Nacional de Lugares Históricos, e seu cemitério também foi incluído.

## Encontrando o naufrágio
Em janeiro de 2018, o repórter Ben Raines identificou o que inicialmente se acreditava ser os destroços do Clotilda no delta inferior do rio Mobile-Tensaw, a poucos quilômetros ao norte de Mobile. As marés excepcionalmente baixas, causadas por um sistema de tempestades [en] que provocou uma nevasca, expuseram partes de um naufrágio acima da lama. Membros da comunidade de Africatown começaram a discutir o que deveria ser feito com os destroços, caso realmente fossem do Clotilda, e como melhor contar a história associada a eles.
No entanto, em março de 2018, os pesquisadores determinaram que os destroços descobertos por Raines não pertenciam ao Clotilda. O Serviço Nacional de Parques designou os destroços encontrados como parte do Distrito Histórico e Arqueológico do Cemitério de Navios da Ilha Twelve Mile, de um navio quase duas vezes maior que o Clotilda.
Algumas semanas depois, Raines e uma equipe da Universidade do Sul do Mississippi [en] retornaram ao rio para realizar a primeira pesquisa na seção da Ilha Twelve Mile do Mobile River. Uma semana depois, Raines e Monty Graham, chefe de Ciências Marinhas da Universidade do Sul do Mississippi, exploraram vários dos 11 destroços identificados na pesquisa, com a ajuda de Joe Turner e uma equipe da Underwater Works Dive Shop. Em 13 de abril de 2019, Ben Raines retirou o primeiro pedaço do Clotilda a ver a luz do dia após 160 anos. As coordenadas e os dados da pesquisa foram compartilhados com a Comissão Histórica do Alabama, que contratou a Search Inc. para confirmar a descoberta. A descoberta foi mantida em segredo por um ano, até que o processo de verificação fosse concluído.
Em 22 de maio de 2019, a Comissão Histórica do Alabama anunciou que os destroços do Clotilda haviam sido finalmente encontrados.

## Representação na mídia
- O documentário de Margaret Brown, The Order of Myths (2008), revelou uma conexão impactante entre as rainhas das duas principais organizações segregadas do Mardi Gras em 2007. Os ancestrais da rainha da MCA haviam contrabandeado os ancestrais da rainha da MAMGA para a Baía de Mobile como escravizados a bordo do Clotilda.[29]
- Em 2022, Brown deu sequência ao seu trabalho com Descendant, um documentário que explora a comunidade de Africatown nos dias atuais, abordando as desigualdades ambientais e sociais persistentes após 160 anos, bem como o impacto da descoberta do Clotilda em 2019 na área. Produzido pela Netflix, o filme estreou no Festival de Cinema de Sundance de 2022.[30][31][32]
- O programa Finding Your Roots [en], de Henry Louis Gates Jr., na Temporada 4, Episódio 9 (12 de dezembro de 2017), abordou dados do censo de Mobile e o diário do capitão William Foster do Clotilda, durante um segmento sobre a história da família de Questlove, baterista, produtor musical e vocalista do grupo de hip hop The Roots. Foi revelado que seus tataravós, Charles Lewis (nascido por volta de 1820) e sua esposa Maggie (nascida em 1830), estavam entre os escravizados trazidos da África Ocidental no Clotilda. Gates também encontrou artigos de jornal, como um de 15 de abril de 1894, no The Pittsburgh Post, relatando uma aposta feita por Timothy Meaher em 1859, de que conseguiria contrabandear escravizados em dois anos, e outro do The Tarboro Daily Southerner [en] de 14 de julho de 1860, informando sobre a chegada de 110 africanos a Mobile a bordo do Clotilda.[33][34]
- Em 2024, foi publicado The Survivors of the Clotilda, de Hannah Durkin, um relato de não ficção que descreve a viagem e as histórias de muitos dos sobreviventes.[35]
- Ben Raines, um dos jornalistas responsáveis pela descoberta do naufrágio, publicou The Last Slave Ship em 2022.[36]
- Em 2018, foi finalmente publicado o livro Barracoon, de Zora Neale Hurston, após não ser aceito por editoras desde sua conclusão em 1931. O livro conta a história de vida de Cudjo Lewis, além de refletir sobre os sentimentos de Hurston como pesquisadora afro-americana que o entrevistou e conheceu. Barracoon é considerado um exemplo de "texto testemunhal".[37]
- A música "Clotilda's on Fire", do álbum Uncivil War (2020), de Shemekia Copeland [en], também faz referência ao navio e à sua carga humana.[38]

## Leituras adicionais
- Diouf, Sylviane (2007). Dreams of Africa in Alabama: The Slave Ship Clotilda and the Story of the Last Africans Brought to America [Sonhos da África no Alabama: O navio negreiro Clotilda e a história dos últimos africanos trazidos para a América] (em inglês). [S.l.]: Oxford University Press. ISBN 978-0195311044
- Glennon, Robert (1999). Kudjo: The Last Slave Voyage to America [Kudjo: A última viagem de escravos para a América] (em inglês). [S.l.]: Over the Transom Publishing Co. ISBN 978-0964372726
- Harris, John (2020). The Last Slave Ships: New York and the End of the Middle Passage. [Os Últimos Navios de Escravos: Nova York e o Fim da Passagem do Meio.] (em inglês). [S.l.]: Yale University Press. ISBN 978-0300247336
- Hurston, Zora Neale (2018). Barracoon: The Story of the Last "Black Cargo" [Barracoon: A história do último “Black Cargo”] (em inglês). [S.l.]: Amistad. ISBN 978-0062748201
- Lockett, James (1998). The Last Ship That Brought Slaves From Africa to America: The Landing of the Clotilde at Mobile in the Autumn of 1859. [O último navio que trouxe escravos da África para a América: O Desembarque do Clotilde em Mobile no Outono de 1859.] (em inglês). 22 3 ed. [S.l.]: The Western Journal of Black Studies
- Raines, Ben (2022). The Last Slave Ship: The True Story of How Clotilda Was Found, Her Descendants, and an Extraordinary Reckoning [O Último Navio de Escravos: A Verdadeira História de Como Clotilda Foi Encontrada, Seus Descendentes e um Extraordinário Ajuste de Contas] (em inglês). [S.l.]: Blackstone Pub. ISBN 978-1797138107
- Robertson, Natalie (2008). The Slave Ship Clotilda and the Making of AfricaTown, USA: Spirit of Our Ancestors [O navio negreiro Clotilda e a construção da ÁfricaTown, EUA: Espírito de nossos ancestrais] (em inglês). [S.l.]: Praeger. ISBN 978-0275994914
- Roche, Emma (2016). Historic Sketches of the South [Esboços históricos do Sul] (em inglês). [S.l.]: Leopold Classic Library